# Dominique Sylvain

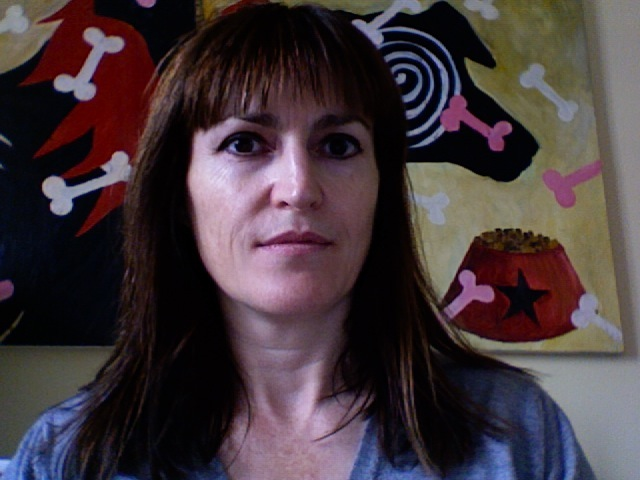
Dominique Sylvain

Dominique Sylvain (* 30. September 1957 in Thionville, Département Moselle) ist eine französische Journalistin und Schriftstellerin.

## Leben
Sylvain studierte Kunst an der Universität Straßburg und arbeitete im Anschluss daran als Journalistin für das Journal du dimanche. Später wechselte sie in die Industrie und arbeitete für den Konzern Usinor.
Mit ihrem Ehemann lebte Sylvain einige Zeit in Singapur und in Tokio. Nach kurzem Aufenthalt in Frankreich, lebt sie heute (2013) zusammen mit ihrem Ehemann wieder in Tokio.

## Ehrungen
- 2000 Prix Sang d’encre (Grand Prix) für den Roman Vox
- 2001 Prix Michel-Lebrun für den Roman Strad
- 2005 Prix de Elle für den Roman Passage de désir

## Rezeption
Ihr Zyklus um die Privatdetektivin Louise Morvan fand bereits ab dem ersten Band die Zustimmung des Publikums wie auch der Kritiker. Aber auch ihre Romane mit den Protagonisten Lola Jost und Ingrid Diesel fanden schnell ihr Publikum. Bei dieser Reihe soll nicht unerwähnt bleiben, dass Sylvains Erzählung Effeuillage d’Automne den Romanen quasi vorangestellt ist.

## Werke (Auswahl)
Erzählungen
- Effeuillage d'automne. In: Ligne Noire, Bd. 15/16 (2003), ISSN 1281-8356
- Mon Brooklyn de quatre sous. In: Jean-Jacques Reboux (Hrsg.): La maîtresse en maillot de bain. Quatre récits d'enfance. Editions Points, Paris 2008, ISBN 978-2-7578-0678-4.[1]
- Le coup de pied de coin. In: Frédéric Prilleux, Bruno Derrien (Hrsg.): Les hommes en noir. Les contrebandiers, Paris 2011, ISBN 978-2-915438-44-4.

Serie „Bruce“
1. Vox. Viviane Hamy, Paris 2000, ISBN 978-2-87858-123-2.
2. Cobra. Viviane Hamy, Paris 2002, ISBN 978-2-87858-157-7.

Lola-und-Ingrid-Reihe
1. Schöne der Nacht. Kriminalroman (Passage du désir, 2004). List-Taschenbuch, Berlin 2006, ISBN 978-3-548-68075-0.
2. Letzte Show. Kriminalroman (La fille du samouraï). List-Taschenbuch, Berlin 2008, ISBN 978-3-548-60807-5.
3. Manta Corridor. Editions Points, Paris 2011, ISBN 978-2-7578-1188-7.
4. L'absence de l'ogre. Editions Points, Paris 2009, ISBN 978-2-7578-1185-6.
5. Guerre sale. Viviane Hamy, Paris 2011, ISBN 978-2-87858-340-3.

Louise-Morvan-Zyklus
1. Baka! Editions Points, Paris 2009, ISBN 978-2-7578-1191-7.
2. Blutsschwestern (Sœurs de sang, 1997). Rotbuch-Verlag, Hamburg 1998, ISBN 3-88022-446-3.
3. Le roi Lézard. Viviane Hamy, Paris 2012, ISBN 978-2-87858-511-7 (früherer Titel: Travestis).
4. Techno Bobo. Édition J'ai lu, Paris 2002, ISBN 978-2-290-31650-4.
5. Strad. Viviane Hamy, Paris 2001, ISBN 978-2-87858-132-4.
6. La nuit de Geronimo. Viviane Hamy, Parris 2009, ISBN 978-2-7578-1774-2.

Serie Franka Kehlmann
1. Ungesühnt (L'archange du chaos, 2015). Piper-Taschenbuch, 2016, ISBN 978-3-492-30786-4.

Sachbücher
- Régals du Japon et d'Ailleurs (Exquise d'écrivains). NIL Editions, Paris 2008, ISBN 978-2-84111-386-6.